# Liste der Kulturdenkmale in Laußnitz

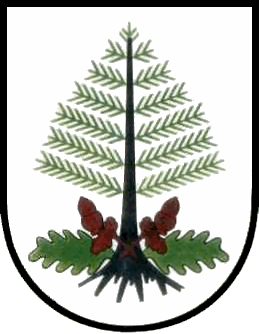
Wappen

In der Liste der Kulturdenkmale in Laußnitz sind die Kulturdenkmale der sächsischen Gemeinde Laußnitz verzeichnet, die bis Juli 2017 vom Landesamt für Denkmalpflege Sachsen erfasst wurden (ohne archäologische Kulturdenkmale). Die Anmerkungen sind zu beachten.
Diese Liste ist eine Teilliste der Liste der Kulturdenkmale im Landkreis Bautzen.

## Laußnitz
| Bild           | Bezeichnung | Lage                                                                                        | Datierung           | Beschreibung | ID       |
| -------------- | --- | ------------------------------------------------------------------------------------------- | ------------------- | --- | -------- |
| Weitere Bilder | Grüne Säule | (Laußnitzer Heide, Kreuzung Schneise 13, Flügel E) (Karte)                                  | Bezeichnet mit 1832 | Granit-Obelisk mit Inschriften, geschichtlich von Bedeutung, Laußnitzer Revier, Eintrag der Revierförster, Markierung der alten Forstreviergrenzen | 09287177 |
| Weitere Bilder | Wolfsmonument | (an der B 97) (Karte)                                                                       | Bezeichnet mit 1740 | Plastik eines Wolfes auf profiliertem zweiteiligem Sockel mit Inschriften, Sandstein, künstlerisch und heimatgeschichtlich von Bedeutung. Inschrift: „Anno 1740 den II. Novemb/ Bey allerhöchster Regierung/ des AllerDurchlautigsten Großmächtigen/ Fürsten und Herrn Friedrich Augusti/ Königs von Pohlen...“. Vorn: „ist/ auf allerhöchsten Befehl und fernere/ Anordnung der Zeit/ Oberhoff Jägermeisters/ H.Carl Ludwisgs von Wolffersdorf/ ein Wolf/ so Zeithero auff Laußnitzer Heyde in der Arth gewesen/ von Hochstmmeldter Ihro Königl. Mays. und ChurFürstl.Durchl. dermaligen/ Cammer Juncker auch Ober Forst und Wildmeister zu / Dresden Meißen Moritzburg und Radeburg mit Laußnitz/ Rudolph Siegemunden von Nostiz/ auff Laußnitzer Refier im Auerhahn Paltz an ser 7. und/ Kohl-Graben eingestellt und im Zeuge von dem Grentzschütz/ Johann Christoph Schwartzen zu Nauendorf ge/ schoßen worden, hat gewogen 82 Pfund und ist dieser seit 56 Jah- / ren der erste so auf obiger Heyde ge-/ schossen worden.“ Die Rückseite bezeichnet: „An die Jagd- und Forstbediensten sind zugegen/ gewesen/ ...“ (folgend die vier Namen des Oberförsters, Försters, eines Fußknechtes und des Grenzschützen). 1981 restauriert. | 09287176 |
| Weitere Bilder | Grabstein für zwei Pferde                                                                                                 | (Laußnitzer Heide, rund 250 m östlich des Schlägenwegs im Wald) (Karte)                     | Bezeichnet mit 1897 | Sandsteinquader mit Inschrift, geschichtlich von Bedeutung, rechteckig, liegend, Inschrift „Hier liegen zwei Rappen Dienstzeit v. 1879–1897“ in vertieftem Feld | 09301937 |
| Weitere Bilder | Sachgesamtheit Königlich-Sächsische Triangulierung ("Europäische Gradmessung im Königreich Sachsen"); Station 29 Buchberg | (Flurstück 1199) (Karte)                                                                    | 1865                | Vermessungsgeschichtlich und technikgeschichtlich von Bedeutung. Im Zeitraum 1862 bis 1890 erfolgte im Königreich Sachsen eine Landesvermessung, bei der zwei Dreiecksnetze gebildet wurden. Zum einen handelt es sich um das Netz für die Gradmessung im Königreich Sachsen (Netz I. Classe/Ordnung) mit 36 Punkten und die Königlich Sächsische Triangulierung (Netz II. Classe/Ordnung) mit 122 Punkten. Geleitet wurde diese Landesvermessung durch Christian August Nagel, wonach die Triangulationssäulen auch als „Nagelsche Säulen“ bezeichnet werden. Dieses Vermessungssystem war eines der modernsten Lagenetze in Deutschland. Die hierfür gesetzten Vermessungssäulen blieben fast vollständig an ihren ursprünglichen Standorten erhalten. Sie sind ein eindrucksvolles Zeugnis der Geschichte der Landesvermessung in Deutschland sowie in Sachsen. Das System der Vermessungssäulen beider Ordnungen ist in seiner Gesamtheit ein Kulturdenkmal von überregionaler Bedeutung. Die Station Buchberg wurde 1866 aus Laußnitzer Granit auf dem westlichen Gipfel des Hinteren Buchberges inmitten der 50 km² großen Laußnitzer Heide errichtet (Geländehöhe: 245,8 m, nicht die höchste Stelle). Grundbesitzer war der Königlich Sächsische Staatsfiscus. Die Station war Bestandteil des Basisvergrößerungsnetzes, mit dem die Großenhainer Grundlinie auf die Gradmessungsseite 18-Collm und 10-Keulenberg übertragen wurde. Die Station war notwendig für die Bearbeitung und Berechnung des Gradmessungsnetzes, als Festpunkt aber der 2. Ordnung der Königlich Sächsischen Triangulierung zugeordnet. Offensichtlich ist der Pfeiler bereits 1865 angefertigt und trägt die Inschrift „Station/BUCHBERG/der Kön.Sächs./Triangulirung/1865“. Ungeglättete Flächen der Sockelzone sind sichtbar, da eine sonst übliche Erdanschüttung fehlt. Deutlich sind die Zeichen TP und ∆ zu sehen. Die originale Abdeckplatte ist nicht mehr vorhanden. An der Nordostecke der Deckfläche ist ein Stück Granit ausgebrochen. Durch die dichte Bewaldung des Buchberges bestehen heute keine Sichten mehr zu den Nachbarpunkten. | 09304512 |
| Weitere Bilder | Postmeilensäule | (Flurstück 915) (Karte)                                                                     | Bezeichnet mit 1722 | Rest einer kursächsischen Ganzmeilensäule von 1722. | 09304982 |
| Weitere Bilder | Königlich-Sächsische Meilensteine (Sachgesamtheit), Meilenstein                                                           | (an der B97, Flurstück 1424) (Karte)                                                        | Bezeichnet mit 1836 | Verkehrsgeschichtlich von Bedeutung, Postsäule, dreiviertel, Granit | 09287178 |
| Weitere Bilder | Denkmal für die Gefallenen des Ersten Weltkrieges                                                                         | Aidlinger Straße (Karte)                                                                    | Nach 1918           | Ortsgeschichtlich von Bedeutung, 1995 erfasst unter Pulsnitzer Straße bei Nummer 7, Umsetzung des Denkmals 2013 auf die Aidlinger Straße | 09287173 |
| Weitere Bilder | Horden-Samendarre und Einfriedung entlang der Forststraße                                                                 | Forststraße 6a (Karte)                                                                      | 1822/23             | Eingeschossiger Bruchsteinbau mit Walmdach, älteste erhaltene derartige Anlage in Sachsen, diente der Saatgutgewinnung von Nadelhölzern, bedeutendes Zeugnis der Landnutzungs- bzw. Wald- und Forstgeschichte, eng mit Beginn der klassischen Forstwirtschaft verknüpft, Holzgewände, Traufe aus Holz. Die Samendarre ist ein frühes Sachzeugnis der modernen, durch Heinrich Cotta geprägten Forstwirtschaft und Forstwissenschaft in Sachsen. Die Bereitstellung großer Mengen an Saatgut war grundlegend für die Aufforstung der sächsischen Wälder, so dass das erhaltene Darrhaus neben einer weiteren Samendarre in Bärenfels (vergleiche Obj. 09277850 – Forsthaus Bärenfels) als überregionaler Saatgutproduzent die gemeinschaftlichen Bestrebungen zu einer nachhaltigeren Waldbewirtschaftung dokumentiert. Auch der Besuch von Königin Amalie, Gemahlin des sächsischen Königs Friedrich August I., kurz nach der Errichtung der Samendarre unterstreicht die ursprüngliche Bedeutung dieser Anlage. | 09287174 |
| Weitere Bilder | Oberförsterei sowie Bruchsteinmauer als Teil der Grundstückseinfriedung                                                   | Gräfenhainer Straße 10 (Karte)                                                              | Um 1790             | Stattlicher Putzbau mit Mansardwalmdach mit Dachhäuschen und Segmentbogenportal mit Schlussstein, baugeschichtlich und ortsgeschichtlich von Bedeutung, zweigeschossig, Bruchsteinmauer beginnt bei Gräfenhainer Straße 10 und zieht sich über Flurstücke 111/1, 111/2 und 111/3 bis Gräfenhainer Straße 12 hin | 09287172 |
| Weitere Bilder | Sechs Grenzsteine | Schlägenweg (Gemarkung Höckendorf; Flurstücke 739, 741, 749, 751) (Karte)                   | 18. Jahrhundert     | Vermutlich Forstgrenzsteine, etwa 50 cm hohe Sandsteine mit abgerundetem Kopf, mit fortlaufender Nummerierung: 338, 340, 341, 343, 345, 347, forstgeschichtlich von Bedeutung | 09304159 |
|                | Grenzstein | Schlägenweg (Flurstück 1179) (Karte)                                                        | 18. Jahrhundert     | Forstgeschichtlicher Distriktstein, zur Begrenzung einer Forstabteilung, bezeichnet „D“, Granit, forstgeschichtlich von Bedeutung | 09287180 |
| Weitere Bilder | Acht Grenzsteine | Schlägenweg (Gemarkungen Laußnitz und Höckendorf; Flurstücke 1180, 1179, 1186, 650) (Karte) | Bezeichnet mit 1735 | Etwa einen Meter hohe Sandsteine mit abgerundetem Kopf, Inschrift: 1735 und Kurschwerter, ortsgeschichtlich von Bedeutung. Fünf Steine befinden sich nordwestlich von Höckendorf, östlich des Schlägenweges entlang des Eischteichgrabenufers, die drei anderen Steine befinden sich auf den Gemarkungen Laußnitz (Flurstück 1186) und Höckendorf (Flurstück 650). | 09287179 |

## Höckendorf
| Bild                                    | Bezeichnung | Lage                                                  | Datierung | Beschreibung | ID       |
| --------------------------------------- | --- | ----------------------------------------------------- | --- | --- | -------- |
| Weitere Bilder                          | Wohnhaus eines ehemaligen Freigutes | Am Gemeindeamt 1 (Karte)                              | 18. Jahrhundert, im Kern älter | Barocker, breit gelagerter Putzbau mit hohem Walmdach, baugeschichtlich und ortsgeschichtlich von Bedeutung, zweigeschossig, Dachhäuschen und Fledermausgaupen, drei prägende Schornsteinköpfe, ehemals als Vorwerk mit dem Kammergut Lausitz verbunden | 09288541 |
|                                         | Erdkeller | Am Hang 4 (Karte)                                     | 19. Jahrhundert | Am Hofzugang gelegen, ortsgeschichtlich von Bedeutung, Bruchsteinmauerwerk, Tonnengewölbe | 09288520 |
| Direkt Bild zu diesem Denkmal hochladen | Bauernhaus mit integrierter Scheune | Am Sportplatz 2 (Karte)                               | 1. Hälfte 19. Jahrhundert | Obergeschoss Fachwerk verbrettert, Giebel verkleidet, baugeschichtlich und wirtschaftsgeschichtlich von Bedeutung | 09288523 |
| Direkt Bild zu diesem Denkmal hochladen | Wohnstallhaus mit Scheunenanbau und Einfriedungsmauer vor dem Haus ein Wegestein (Technisches Denkmal)                                   | Am Teich 1 (Karte)                                    | 2. Hälfte 19. Jahrhundert (Wohnstallhaus); 19. Jahrhundert (Wegestein)                                                                    | Wohnhaus schlichter Putzbau mit Sandsteingewänden und Satteldach, Scheune verbrettert, Bruchsteintrockenmauer als Einfriedung, baugeschichtlich und verkehrsgeschichtlich von Bedeutung. Wohnstallhaus zweigeschossig, Giebel mit Drillingsfenster, Sandsteingewände, Scheune verbrettert, Wegestein oben leicht abgerundet, mit Inschriften auf der Vorderseite: Ortsangaben (Reichenau, Reichenbach, Keulenberg) mit Distanzangaben und Richtungspfeilen. | 09288542 |
| Direkt Bild zu diesem Denkmal hochladen | Einfriedungsmauer des ehemaligen Freiguts                                                                                                | Hofegasse (Karte)                                     | 18. Jahrhundert | Straßenbildprägende Trockenmauer, baugeschichtlich von Bedeutung | 09288540 |
| Weitere Bilder                          | Kirche mit Kirchhof und Einfriedungsmauer sowie Sonnenuhr an der Außenwand der Kirche                                                    | Hofegasse 2 (Karte)                                   | 14. Jahrhundert (Kirche); Ausstattung 17. Jahrhundert (Kirche); bezeichnet mit 1651 (Sonnenuhr)                                           | Schlichte Saalkirche, lang gestreckter Putzbau mit Rundbogenfenstern und 3/8-Schluss, Satteldach mit achteckigem Dachreiter, straßenbildprägende Einfriedungsmauer aus Bruchstein, baugeschichtlich und ortsgeschichtlich von Bedeutung. Emporensaalkirche, Emporen und Kanzel bemalt, Taufsteindeckel bemalt, an Längswand Eingang zu den Emporen über Treppe, 1631 wurde nach der Emporeninschrift die Kirche wohl nach Westen erweitert und ausgemalt, 1894 Änderungen, DDR-Denkmalliste.                                                                                      | 09288535 |
| Direkt Bild zu diesem Denkmal hochladen | Wohnstallhaus | Hofegasse 4 (Karte)                                   | 1. Hälfte 19. Jahrhundert | Obergeschoss Fachwerk verbrettert, baugeschichtlich von Bedeutung, Giebel mit Schiefer, schiefergedeckt | 09288544 |
| Direkt Bild zu diesem Denkmal hochladen | Taubenhaus und Einfriedungsmauer eines Bauernhofes                                                                                       | Hofegasse 8 (Karte)                                   | 1. Hälfte 20. Jahrhundert (Taubenhaus); 19. Jahrhundert (Grundstückseinfassung)                                                           | Sechseckiges Taubenhaus auf etwa vier Meter hohem Granitständer, Einfriedung Trockenmauer aus Bruchstein, kulturgeschichtlich und straßenbildprägend von Bedeutung. Der Dreiseithof wurde in zwei Flurstücke geteilt, Nummer 6 besitzt Flurstück 286/2 und Nummer 8 besitzt Flurstück 186/1, das Taubenhaus gehört nun zu Nummer 8. | 09288539 |
| Direkt Bild zu diesem Denkmal hochladen | Wohnstallhaus, Torsäulen und Einfriedungsmauer                                                                                           | Hofegasse 10 (Karte)                                  | Bezeichnet mit 1869 | Wohnstallhaus Obergeschoss Fachwerk und Giebel verbrettert, Torsäulen Granit, Einfriedung Trockenmauer aus Bruchstein, baugeschichtlich und straßenbildprägend von Bedeutung, stand bis 2011 irrtümlich unter Poststraße 10 in der Denkmalliste | 09288538 |
| Direkt Bild zu diesem Denkmal hochladen | Wohnstallhaus | Hofegasse 16 (Karte)                                  | 1. Hälfte 19. Jahrhundert | Obergeschoss Fachwerk, Giebel verbrettert, baugeschichtlich von Bedeutung. [Laut Eintrag in Denkmaldatenbank „bis 01/2012 irrtümlich unter Pulsnitzer Straße 16 in der Denkmalliste“ und als Hofegasse 16 geführt. Der Karteneintrag in der Datenbank bezieht sich aber auf die Adresse Pulsnitzer Straße 16.] | 09288536 |
| Direkt Bild zu diesem Denkmal hochladen | Gasthof „Zum Erbgericht“ mit integriertem Saal                                                                                           | Königsbrücker Straße 2 (Karte)                        | Um 1850 | Breit gelagerter Putzbau mit Krüppelwalmdach, baugeschichtlich und ortsgeschichtlich von Bedeutung, zweigeschossig, im hinteren Teil Tanzsaal mit großen Rundbogenfenstern | 09288545 |
| Direkt Bild zu diesem Denkmal hochladen | Straßenbegleitende Einfriedungsmauern und neun Steindeckerbrücken als Hofzufahrten                                                       | Ottendorfer Straße (Karte)                            | 19. Jahrhundert | Trockenmauern aus Bruch- und Feldsteinen (vor Nummer 23, 27, 33, 35, 37, 39, 43 und 43a) an der südlichen Straßenseite entlang eines Wassergrabens und Steindeckerbrücken vor Nummer 27, 33, 35, 37, 39, 41 und 43 als Hofzufahrten (vor 39 und 43 je zwei Steindeckerbrücken), baugeschichtlich, kulturgeschichtlich und straßenbildprägend von Bedeutung, die Steindecker sind teilweise unter Asphalt oder Pflastersteinen verborgen | 09304173 |
| Direkt Bild zu diesem Denkmal hochladen | Wohnstallhaus | Ottendorfer Straße 43 (Karte)                         | 2. Hälfte 19. Jahrhundert | Obergeschoss Fachwerk verputzt, baugeschichtlich von Bedeutung, Sandsteingewände, zur Straße an der Grundstücksgrenze Bruchsteinmauer | 09288518 |
| Direkt Bild zu diesem Denkmal hochladen | Pfarrhaus, westliches Seitengebäude und weiteres südliches Seitengebäude mit Keller im hinteren Grundstücksteil sowie Einfriedungsmauern | Pfarrgasse 2 (Karte)                                  | 17. Jahrhundert, später überformt (Pfarrhaus); 18. Jahrhundert, Seitengebäude mit Keller; Mitte 19. Jahrhundert, westliches Seitengebäude | Pfarrhaus Obergeschoss Fachwerk, baugeschichtlich und ortsgeschichtlich von Bedeutung. Pfarrhaus Obergeschoss ehemals verbrettert, Giebel ehemals mit Schiefer verkleidet, Rundbogenportal mit breitem profiliertem Gewände, Gewölbe in der Küche, winkliges Seitengebäude in Bruchsteinmauerwerk, heute für Gemeindezwecke ausgebaut. Seitengebäude im hinteren Grundstücksteil mit Keller, verputzter Bruchsteinbau, mit Tonnengewölbe, Trockenmauern aus Bruchstein als Einfriedung (im hinteren Grundstücksteil und an der Straße). Scheune heute Gemeindesaal, kein Denkmal. | 09288547 |
| Direkt Bild zu diesem Denkmal hochladen | Wohnstallhaus | Poststraße 1 (Karte)                                  | 1. Hälfte 19. Jahrhundert | Obergeschoss Fachwerk, baugeschichtlich von Bedeutung, Erdgeschoss umgebaut mit liegenden Fenstern | 09288524 |
| Direkt Bild zu diesem Denkmal hochladen | Wohnstallhaus | Poststraße 2 (Karte)                                  | 1. Hälfte 19. Jahrhundert | Obergeschoss teils Fachwerk verbrettert, teils massiv, baugeschichtlich von Bedeutung | 09288525 |
| Direkt Bild zu diesem Denkmal hochladen | Wohnhaus | Poststraße 9 (Karte)                                  | 1. Hälfte 19. Jahrhundert | Obergeschoss Fachwerk verbrettert, Giebel verbrettert, baugeschichtlich von Bedeutung, hölzernes Vorhäuschen, Satteldach, bis 01/2012 irrtümlich unter Poststraße 11 in der Denkmalliste, laut ALK-Daten Nummer 9 | 09288527 |
|                                         | Wegestein | Pulsnitzer Straße (Ecke Königsbrücker Straße) (Karte) | Bezeichnet mit 1851 | Verkehrsgeschichtlich von Bedeutung. Sandsteinstele mit flachpyramidalem Abschluss, mit Inschriften: im unteren Drittel „Höckendorf / 1851.“, darüber an zwei Seiten Ortsangaben „Okrilla, Dresden, Großnaundorf, Pulsnitz, Königsbrück, Laußnitz, Gräfenhain“ mit Wegestunden und Richtungsweisern. | 09288546 |
|                                         | Denkmal für die Gefallenen des Ersten Weltkrieges                                                                                        | Pulsnitzer Straße (Ecke Hofegasse) (Karte)            | Nach 1918 | Ortsgeschichtlich von Bedeutung, für 1914–1918 Gefallene, Granit | 09288537 |
| Weitere Bilder                          | Wohnhaus und angebaute Scheune eines Dreiseithofes                                                                                       | Pulsnitzer Straße 8 (Karte)                           | Bezeichnet mit 1797 | Bildet mit Nummer 10 eine Hofanlage, Wohnhaus Obergeschoss Fachwerk, Scheune Putzbau mit verbrettertem Drempel, baugeschichtlich und wirtschaftsgeschichtlich von Bedeutung, im Fachwerk bezeichnet | 09288529 |
| Weitere Bilder                          | Wohnhaus eines Dreiseithofes | Pulsnitzer Straße 10 (Karte)                          | Bezeichnet mit 1905 | Bildet mit Nummer 8 eine Hofanlage, Putzbau mit profilierten Fenstergewänden, baugeschichtlich von Bedeutung, Sandsteingewände, Zwillingsfenster im Giebel, originale Tür | 09288530 |
| Weitere Bilder                          | Wohnstallhaus | Pulsnitzer Straße 21 (Karte)                          | 1. Hälfte 19. Jahrhundert | Obergeschoss Fachwerk verbrettert, Giebel verbrettert, baugeschichtlich von Bedeutung | 09288533 |
| Weitere Bilder                          | Schule mit Einfriedung | Pulsnitzer Straße 22 (Karte)                          | Um 1910 | Putzbau mit ausgebautem Mansardwalmdach, baugeschichtlich und ortsgeschichtlich von Bedeutung, Mansardwalmdach, Hechtgaupen | 09288553 |
| Direkt Bild zu diesem Denkmal hochladen | Wohnstallhaus | Pulsnitzer Straße 27 (Karte)                          | Um 1800 | Obergeschoss Fachwerk, baugeschichtlich von Bedeutung | 09288534 |
| Direkt Bild zu diesem Denkmal hochladen | Wohnstallhaus | Pulsnitzer Straße 28 (Karte)                          | 1. Hälfte 19. Jahrhundert | Obergeschoss Fachwerk verbrettert, Giebel verbrettert, baugeschichtlich von Bedeutung | 09288548 |
| Direkt Bild zu diesem Denkmal hochladen | Wohnstallhaus und Scheune eines ehemaligen Dreiseithofes                                                                                 | Pulsnitzer Straße 45 (Karte)                          | Bezeichnet mit 1895 (Wohnstallhaus); 1914 (Scheune)                                                                                       | Wohnstallhaus großer Putzbau mit Drillingsfenster im Giebel sowie Satteldach, Scheune Putzbau mit verbrettertem Halbgeschoss, baugeschichtlich und wirtschaftsgeschichtlich von Bedeutung, zweigeschossig, Drempel, Sandsteingewände, Tür mit Korbbogenabschluss | 09288549 |
| Direkt Bild zu diesem Denkmal hochladen | Südliches Wohnstallhaus mit integrierter Scheune eines Vierseithofes                                                                     | Pulsnitzer Straße 51 (Karte)                          | 1. Hälfte 19. Jahrhundert | Obergeschoss Fachwerk, baugeschichtlich und wirtschaftsgeschichtlich von Bedeutung, Granittürgewände | 09288528 |

## Streichungen von der Denkmalliste (Höckendorf)
| Bild                                    | Bezeichnung   | Lage                         | Datierung                 | Beschreibung | ID       |
| --------------------------------------- | ------------- | ---------------------------- | ------------------------- | --- | -------- |
| Weitere Bilder                          | Wohnhaus      | Pulsnitzer Straße 13 (Karte) | 1. Hälfte 19. Jahrhundert | Obergeschoss Fachwerk, baugeschichtlich von Bedeutung; nach 2014 von der Denkmalliste gestrichen | 09288531 |
| Direkt Bild zu diesem Denkmal hochladen | Wohnstallhaus | Pulsnitzer Straße 41 (Karte) | Bezeichnet mit 1887       | Schlichter Putzbau mit Sandsteinfenstergewänden und Satteldach, Giebel mit Schieferornamenten, baugeschichtlich von Bedeutung, Bruchsteinmauerwerk. Zwischen 2017 und 2024 aus der Denkmalliste gestrichen. | 09288550 |

## Tabellenlegende
- Bild: Bild des Kulturdenkmals, ggf. zusätzlich mit einem Link zu weiteren Fotos des Kulturdenkmals im Medienarchiv Wikimedia Commons. Wenn man auf das Kamerasymbol klickt, können Fotos zu Kulturdenkmalen aus dieser Liste hochgeladen werden:
- Bezeichnung: Denkmalgeschützte Objekte und ggf. Bauwerksname des Kulturdenkmals
- Lage: Straßenname und Hausnummer oder Flurstücknummer des Kulturdenkmals. Die Grundsortierung der Liste erfolgt nach dieser Adresse. Der Link (Karte) führt zu verschiedenen Kartendiensten mit der Position des Kulturdenkmals. Fehlt dieser Link, wurden die Koordinaten noch nicht eingetragen. Sind diese bekannt, können sie über ein Tool mit einer Kartenansicht einfach nachgetragen werden. In dieser Kartenansicht sind Kulturdenkmale ohne Koordinaten mit einem roten bzw. orangen Marker dargestellt und können durch Verschieben auf die richtige Position in der Karte mit Koordinaten versehen werden. Kulturdenkmale ohne Bild sind an einem blauen bzw. roten Marker erkennbar.
- Datierung: Baubeginn, Fertigstellung, Datum der Erstnennung oder grobe zeitliche Einordnung entsprechend des Eintrags in der sächsischen Denkmaldatenbank
- Beschreibung: Kurzcharakteristik des Kulturdenkmals entsprechend des Eintrags in der sächsischen Denkmaldatenbank, ggf. ergänzt durch die dort nur selten veröffentlichten Erfassungstexte oder zusätzliche Informationen
- ID: Vom Landesamt für Denkmalpflege Sachsen vergebene, das Kulturdenkmal eindeutig identifizierende Objekt-Nummer. Der Link führt zum PDF-Denkmaldokument des Landesamtes für Denkmalpflege Sachsen. Bei ehemaligen Kulturdenkmalen können die Objektnummern unbekannt sein und deshalb fehlen bzw. die Links von aus der Datenbank entfernten Objektnummern ins Leere führen. Ein ggf. vorhandenes Icon  führt zu den Angaben des Kulturdenkmals bei Wikidata.

## Ausführliche Denkmaltexte
1. ↑  Samendarre: Durch Waldweide, Streunutzung, Jagdbetrieb sowie hohe und nicht nachhaltige Holznutzung verschlechterte sich der Waldzustand in Sachsen seit dem Mittelalter kontinuierlich. Im Zuge der entstehenden, wissenschaftlich begründeten Forstwirtschaft kam es schließlich im 19. Jahrhundert zu umfangreichen Aufforstungen, durch die sich ein grundlegender Wandel der heimischen Mischwälder hin zu Reinbeständen aus Kiefer und Fichte vollzog. Die Laußnitzer Samendarre ist ein Sachzeugnis für diese Aufforstungsbestrebungen als Grundlage für eine nachhaltigere Waldwirtschaft. 1822/1823 nach dem Vorbild einer Wendischkarsdorfer Darre von 1811 (heute Karsdorf, Ortsteil von Rabenau) errichtet, wurden die für die Aufforstung benötigten großen Mengen an Samen aus den von sächsischen Forstämtern gesammelten Kiefern- und Fichtenzapfen hier gewonnen, gereinigt und anschließend als Saatgut wieder herkunftsgerecht an die entsprechenden Forstämter zurückgegeben. Die Entsamung der Zapfen erfolgte dabei nicht mehr durch Sonnenwärme, sondern – wesentlich beschleunigt – durch Ofenhitze in Darrstuben. Die Zapfen wurden dabei vom Dachboden aus auf sogenannten Horden, Holzrahmen mit einem für Samen durchlässigen Boden aus auf Kante gestellten Stäben, geschüttet und über ein Heizrohrsystem so lange erwärmt, bis sie aufsprangen und ihre Samen durch die Horden hindurch auf den Boden fallen konnten. Hordenlöcher, Öffnungen in der Seitenmauer jeder Darrstube, ermöglichten das Wenden der Zapfen während des Darrvorgangs. Aufgrund der großen Nachfrage an Saatgut wurde das Darrhaus bereits 1825 auf die doppelte Größe erweitert. 1958 erfolgte schließlich die Stilllegung, da die 1955 errichtete staatliche Samendarre in Flöha die Versorgung mit entsprechendem Saatgut gewährleisten konnte. Bis 1990 diente das Gebäude noch als Lager für Pflanzenschutzmittel, danach stand es leer. Seit 2000 beherbergt es ein Museum zur Waldbewirtschaftung und Heimatgeschichte.
2. ↑  Dehio – Handbuch der deutschen Kunstdenkmäler / Sachsen Band 1:
Evangelische Pfarrkirche Höckendorf. Schlichte Saalkirche mittelalterlichen Ursprungs mit reizvoller Ausstattung des 17. Jahrhunderts. 1671 Erweiterung nach Westen, 1935 restauriert. Langgestreckter Putzbau mit 3/8-Schluss, Satteldach mit achteckigem Dachreiter und Pyramidenspitze, Rundbogenfenster, an der Südseite rampenartige Treppe zur ehemaligen Patronatsloge. Der flachgedeckte Saal mit ornamental bemalter Kassettendecke. An der Nord-, West- und westlichen Südseite Emporen, die an der Decke aufgehängt sind. Die Emporen mit profilierten Brüstungs- und Fußbalken. Auf den Brüstungsfeldern Bemalung mit Szenen aus dem Alten und Neuen Testament, dazwischen gemalte Rollwerkornamentik. Besonders reizvoll die Bemalung der Orgelchorbrüstung mit Engelsköpfchen, Vögeln und Blumen. Die Malereien angeblich von dem Dresdener Paul Konrad, 1616. Hölzerner Altar mit geschnitztem Abendmahlrelief in breitem, mit Diamantquadern geschmücktem Rahmen, seitlich Säulen, die ein unverkröpftes Gesims tragen, 1615, als Abschluss Kruzifix, wie die seitlichen Anschwünge erst von 1673. Hölzerne Kanzel, 1615, die Brüstungsfelder bemalt: Aaron, Moses, Salvator mundi und Ecclesia, Schalldeckel mit gemalter Taube. Reizvoller würfelartiger Tauftisch aus Holz mit Darstellung der Taufe Christi und Christus, die Kindlein segnend, dazwischen Rollwerkornamentik, Deckel mit von acht Docken getragenem Aufsatz. Reizvolle kleine Barockorgel von Andreas Mayer & Joh. Christian Pfützner, 1754/55. Sandsteingrabmäler des 17. und 18. Jahrhunderts mit figürlichen Darstellungen. In der Süd-Ost-Ecke gemalte Grabdenkmäler der Familie Uschner von 1648 und 1656.